# Pubic piercing

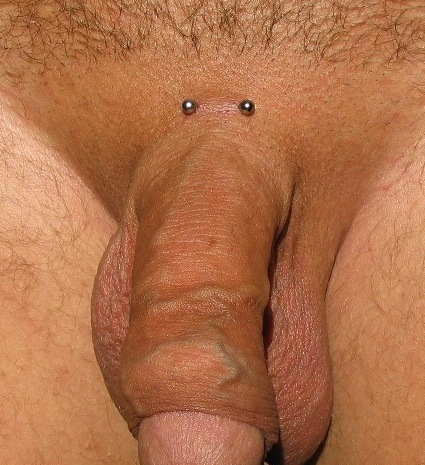
Pubic piercing

Pubic piercing, je mužský genitální piercing v pubické oblasti, tzn. u kořene a nad kořenem penisu. Piercing kromě vizuálního efektu může během soulože stimulovat oblast klitorisu.
Tento piercing patří do kategorie surface piercingů. Používají se proto surface šperky a banány, výjimečně i kruhy. Piercing má tendenci vyrůstat.
Ženskou obdobou tohoto piercingu je vertikální nebo horizontální Christina piercing.